# Lapid
Lapid (hebrejsky לַפִּיד, doslova „Pochodeň“,v oficiálním přepisu do angličtiny Lappid) je vesnice typu společná osada (jišuv kehilati) v Izraeli, v Centrálním distriktu, v Oblastní radě Chevel Modi'in.

## Geografie
Leží v nadmořské výšce 265 metrů v kopcovitých oblastech v předhůří Judeje a Samařska, přímo na Zelené linii, která odděluje Izrael v mezinárodně uznávaných hranicích od okupovaného území Západního břehu Jordánu. Severně od obce probíhá v údolí vádí Nachal Modi'im.
Obec se nachází 30 kilometrů od břehu Středozemního moře, cca 30 kilometrů jihovýchodně od centra Tel Avivu, cca 24 kilometrů severozápadně od historického jádra Jeruzalému a 14 kilometrů jihovýchodně od města Lod. Spadá do aglomerace města Modi'in-Makabim-Re'ut a je stavebně propojena s rezidenční osadou Kfar ha-Oranim. Lapid obývají Židé, přičemž osídlení v tomto regionu je etnicky převážně židovské. Za Zelenou linií ovšem leží východně odtud leží sídla obývaná palestinskými Araby. V tomto úseku ale na Západní břeh Jordánu vniká i rozsáhlý a územně souvislý blok židovského osídlení okolo města Modi'in Ilit, severně od Kfar Rut.
Lapid je na dopravní síť napojen pomocí silnic číslo 443 a 446, které tvoří zároveň hlavní komunikační osy dvojměstí Modi'in-Makabim-Re'ut a Modi'in Ilit.

## Dějiny

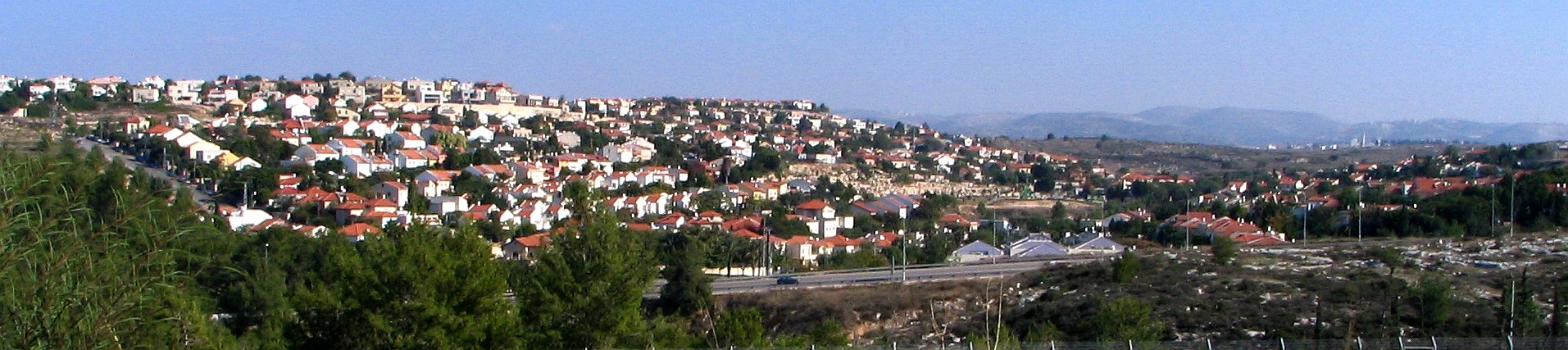
Panoramatický pohled na Lapid

Lapid byl založen v roce 1996 v bývalém nárazníkovém území podél Zelené linie. Šlo o jedno z několika rezidenčních sídel budovaných v té době podél Zelené linie v rámci programu Jišuvej ha-Kochavim. Jde o sekulární obec, která od svého založení prožila rychlý rozmach.
Fungují tu mateřské školy, základní škola, společenské centrum a synagoga.

## Demografie
Podle údajů z roku 2014 tvořili naprostou většinu obyvatel v Lapid Židé (včetně statistické kategorie "ostatní", která zahrnuje nearabské obyvatele židovského původu ale bez formální příslušnosti k židovskému náboženství).
Jde o menší obec městského, suburbánního typu s populací, která po počátečním skokovém nárůstu začala po roce 2005 stagnovat. K 31. prosinci 2014 zde žilo 2505 lidí. Během roku 2014 populace klesla o 0,8 %.
| Rok            | 2001 | 2003 | 2004 | 2005 | 2006 | 2007 | 2008 | 2009 | 2010 | 2011 | 2012 | 2013 | 2014 |
| -------------- | ---- | ---- | ---- | ---- | ---- | ---- | ---- | ---- | ---- | ---- | ---- | ---- | ---- |
| Počet obyvatel | 2060 | 2176 | 2228 | 2247 | 2265 | 2343 | 2344 | 2431 | 2497 | 2531 | 2543 | 2524 | 2505 |